# 李杜 (称呼)
李杜是李姓和杜姓人物的合称，最著名的是唐玄宗时最著名的两位诗人，诗仙李白、诗圣杜甫，又称“大李杜”。另外，晚唐著名诗人李商隱、杜牧称为“小李杜”。
《新唐書・杜甫傳》謂杜甫“少與李白齊名，時號‘李杜’。嘗從白及高適過汴州，酒酣登吹臺，慷慨懷古，人莫測也”。韩愈在《调张籍》有言“李杜文章在，光芒万丈長”；在《石鼓歌》又嘆“少陵無人謫仙死”。贞元十四年（798）韩愈作《醉留东野》：“昔年因读李白杜甫诗，长恨二人不相从。吾与东野生并世，如何复蹑二子踪。”元稹认为“模写物象”是李杜诗歌的主要成就之一。乾隆御纂《唐宋詩醇》錄唐宋兩朝六位詩人，首列李白、杜甫二人，序言說“二代風華此六家為最。”

## 李杜优劣论
元和八年，元稹為杜甫寫《唐检校工部员外郎杜君墓系铭》時，直接「揚杜抑李」，说：“李尚不能历其藩翰，况壺奥乎？”元稹被認為是“李杜优劣论”之始祖。
「揚杜抑李」之說在宋朝達到極點。王安石在选编《四家诗》时，刻意将李白殿后，又說李白的诗歌内容总结为“十句九句言妇人酒耳”。
苏辙在《诗病五事》中认为李白诗“类其为人，骏发豪放，华而不实，好事喜名，不知义理之所在也”，又说“永王将窃据江淮，白起而從之，不疑，遂以放死，今观其诗固然”。
唐宋以降對李杜之優劣的爭訟，長達千餘年之久。或以李優（如歐陽修），或以杜優，或者李杜齊名，或俱有不足。但是“揚杜抑李”明顯居於多數。葛立芳甚至说：“杜甫诗，唐朝以来，一人而已，岂白所能望？”宋朝“注杜”成風，但“注李”只有杨齐贤一家。明人唐汝询《唐诗解》卷首谓：「杜集旧有千家注，而李集惟杨、萧二家。然杜注多伪，李注近烦。」 
李杜二人的诗风、性格有鲜明的不同，后世对其有很多论述，形成所谓的“李杜学”。例如：田同之《西圃詩說》云： “太白詩以氣為主，以自然為宗，以俊逸高暢為貴。子美詩以意為主，以獨造為宗，以奇拔沉雄為貴。詠之使人飄揚欲仙者，太白也；使人慨慷激烈、歔欷欲絕者，子美也。”楊慎《升庵詩話》：“余謂太白詩，仙翁劍客之語；少陵詩，雅士騷人之詞。比之文，太白則《史記》，少陵則《漢書》也。”今绵阳市游仙区芙蓉溪畔建有李杜祠。

## 其它李杜
- 宋人孔平仲《珩璜新论》卷上：“古有三李杜：李固、杜乔；李膺、杜密；李白、杜甫也。”谢伯采《密斋笔记》卷四也说，“李杜齐名有三：东汉李固、杜乔；李膺、杜密；唐李白、杜子美也。”除以上所提的李白杜甫，另外二李杜为：
  - 汉朝名士李固、杜喬。
  - 东汉末年党锢事件中领袖人物李膺、杜密。
- 洪迈《容斋随笔》四笔卷一五又有“四李杜”条，除三李杜外，再加上李云、杜眾。
- 李固、杜桥，李膺、杜密，李云、杜众被称为“东汉三李杜”。
- 南北朝李冲、杜预。
- 宋代李韶、杜范。
- 《陔馀丛考》卷三十九有“六对李杜”[12]，再加上李商隐、杜牧（小李杜），就有七李杜。